# Ławka Kraszewskiego w Krynicy-Zdroju
Ławka Kraszewskiego w Krynicy-Zdroju – ławka pomnikowa z popiersiem Józefa Ignacego Kraszewskiego, kuracjusza uzdrowiska.

## Opis
Pomnik znajduje się w Parku Zdrojowym na tak zwanej Edwardówce, ulubionym miejscu pisarza podczas pobytów na kuracji w Krynicy-Zdroju. Pierwszy raz Kraszewski pojawił się w Krynicy latem 1866 i zamieszkał w nieistniejącym już pensjonacie Trzy Róże, który stał przy obecnej ulicy Kraszewskiego. Pisał wtedy listy i felietony oraz powieść Wielki nieznajomy, które obrazowały życie kuracjuszy z tamtych lat. 
W 1879 w roku jubileuszu 50-lecia pracy twórczej Kraszewskiego postanowiono upamiętnić jego związki z Krynicą. 1 sierpnia 1881
odsłonięto ławkę z popiersiem Kraszewskiego. Kamienna ławka została wykonana w Krakowie w pracowni kamieniarskiej Fabiana Hochstima wg rysunku Wojciecha Gersona. Autorem gipsowego popiersia był Franciszek Wyspiański, ojciec Stanisława Wyspiańskiego. W 1905 popiersie zamienione zostało na wykonane z brązu przez Krakowskie Zakłady Odlewnicze Marcina Jarry. Na półkolistej ławce, pośrodku na cokole kamiennym, zakończonym profilowanym gzymsem, umieszczono popiersie oraz tablice z napisami Zakątek J. I. Kraszewskiego i Pamiątka jego pobytu w roku 1866 uświęca Krynica podczas jubileuszu 1879 r..
Joanna Roszak i Grzegorz Godlewski wypowiedzieli pogląd, że krynicki pomnik Kraszewskiego jest być może pierwszym na świecie monumentem w formie ławki.

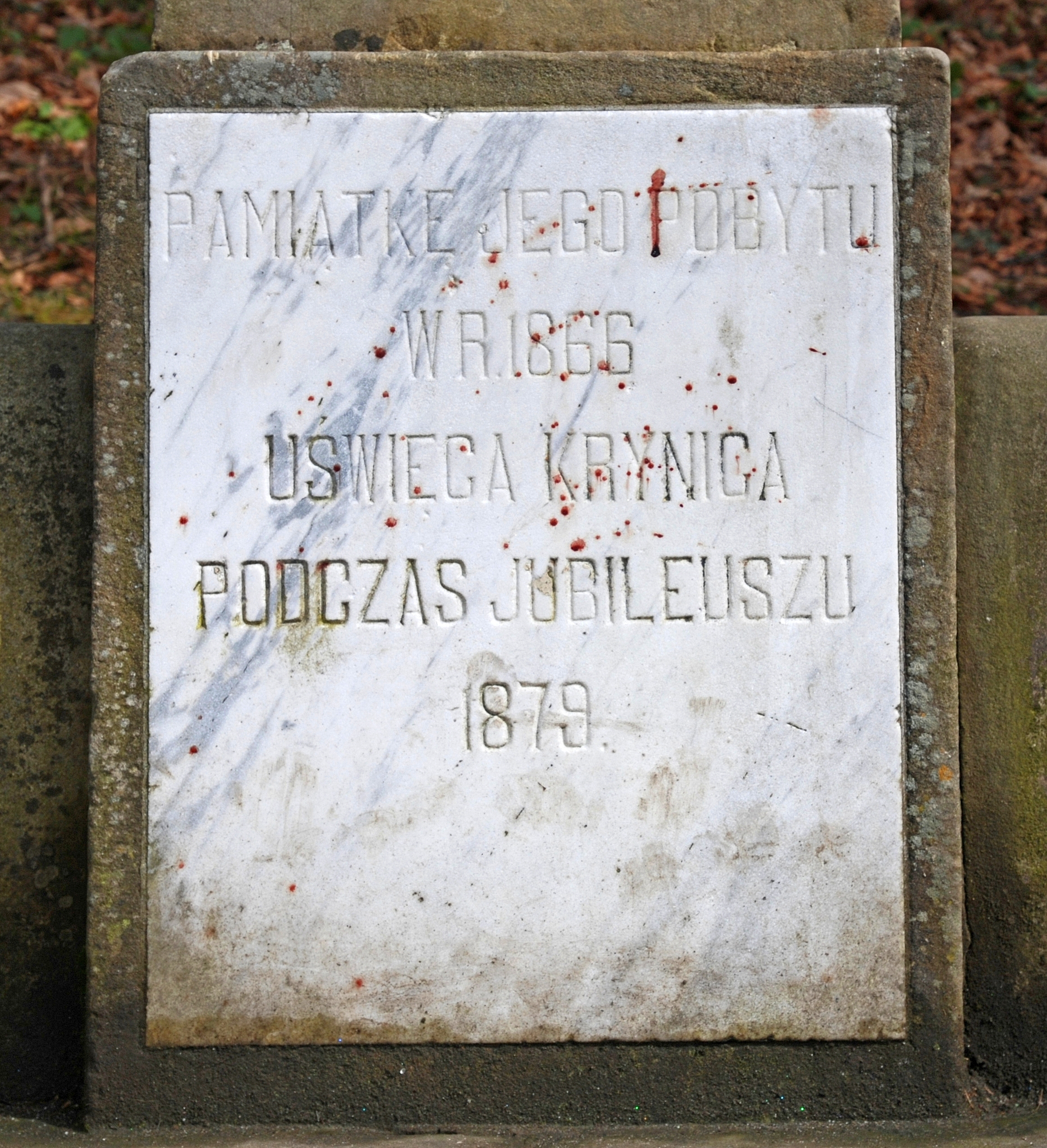
Tablica
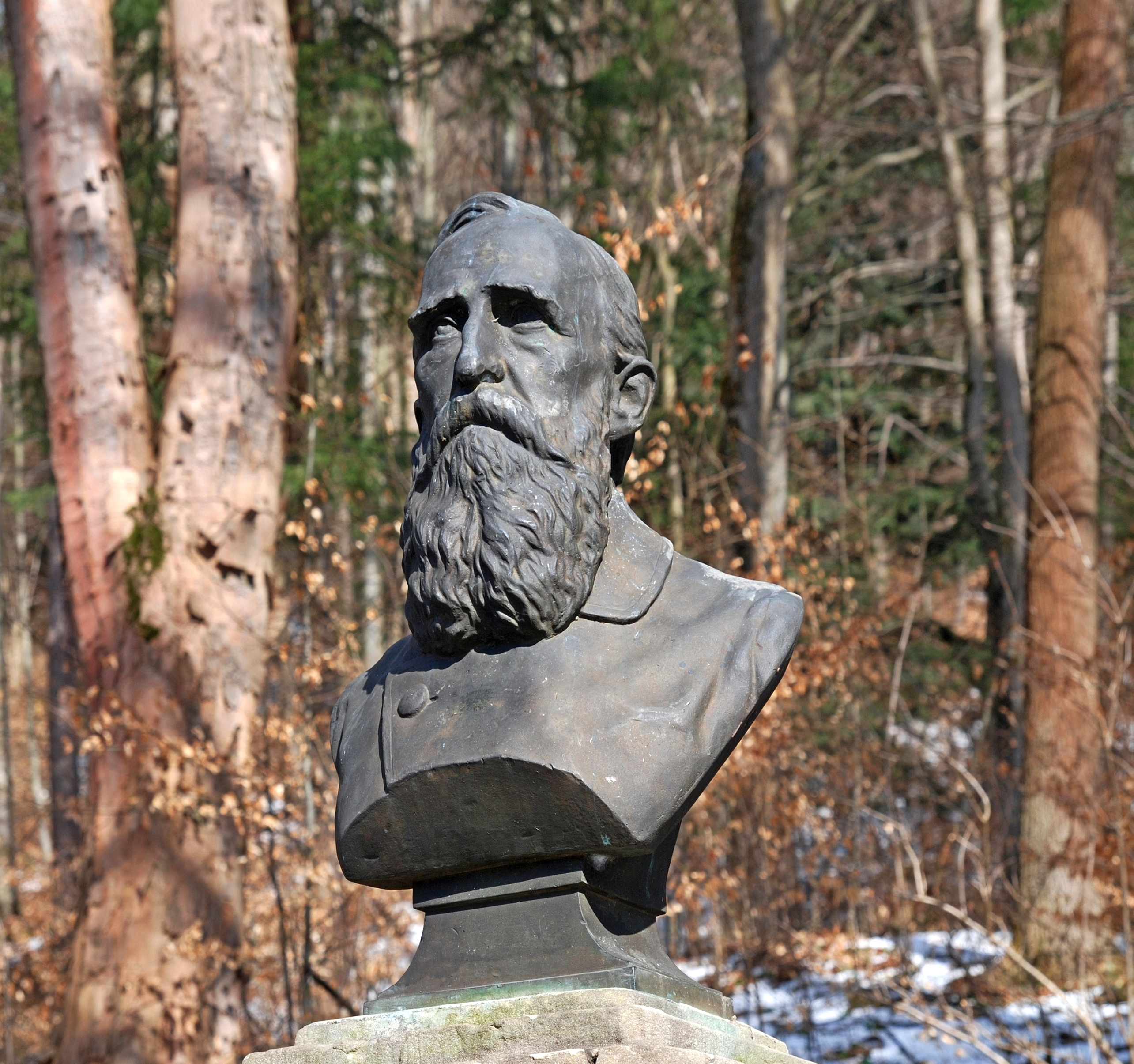
Popiersie
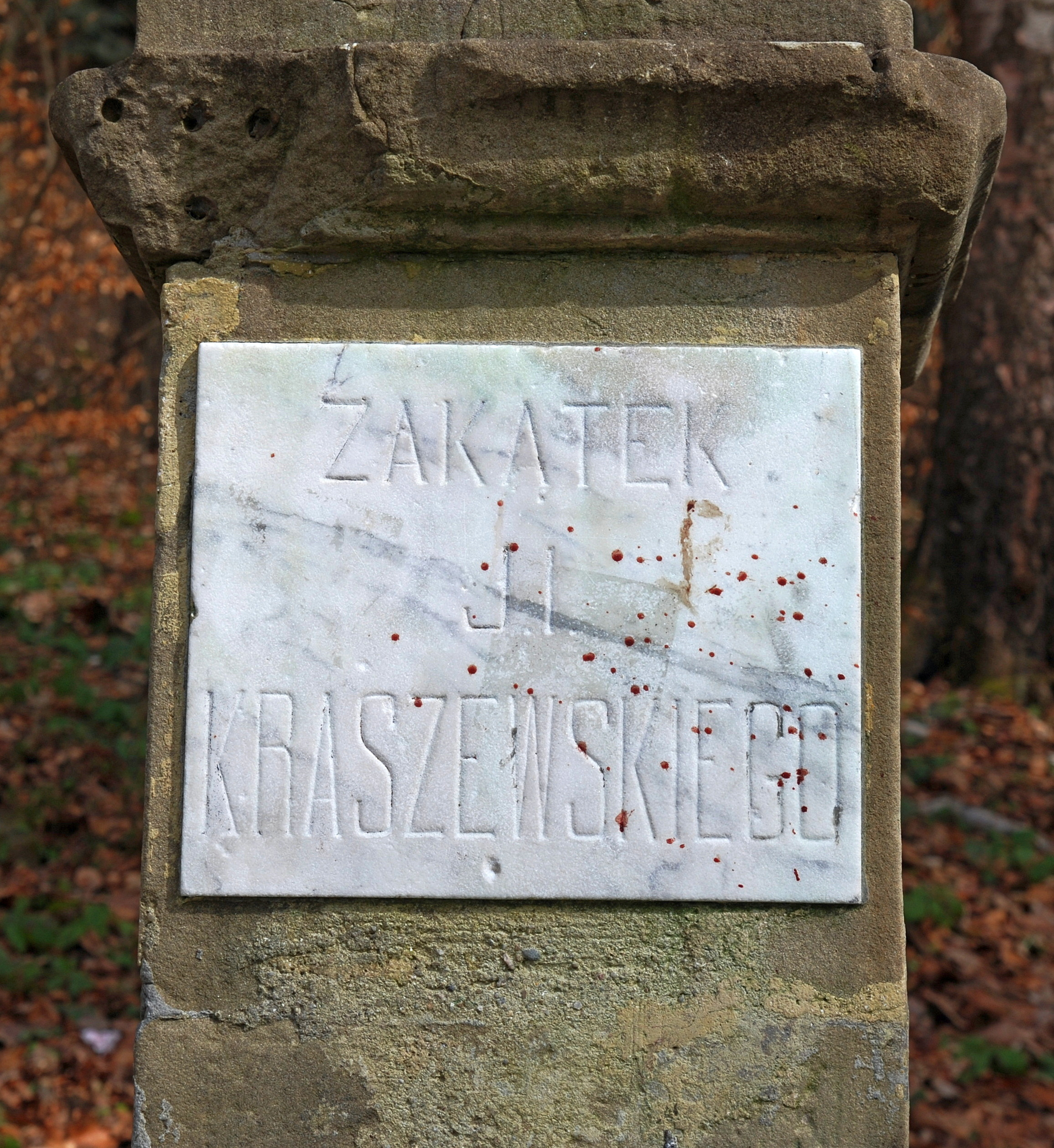
Tablica
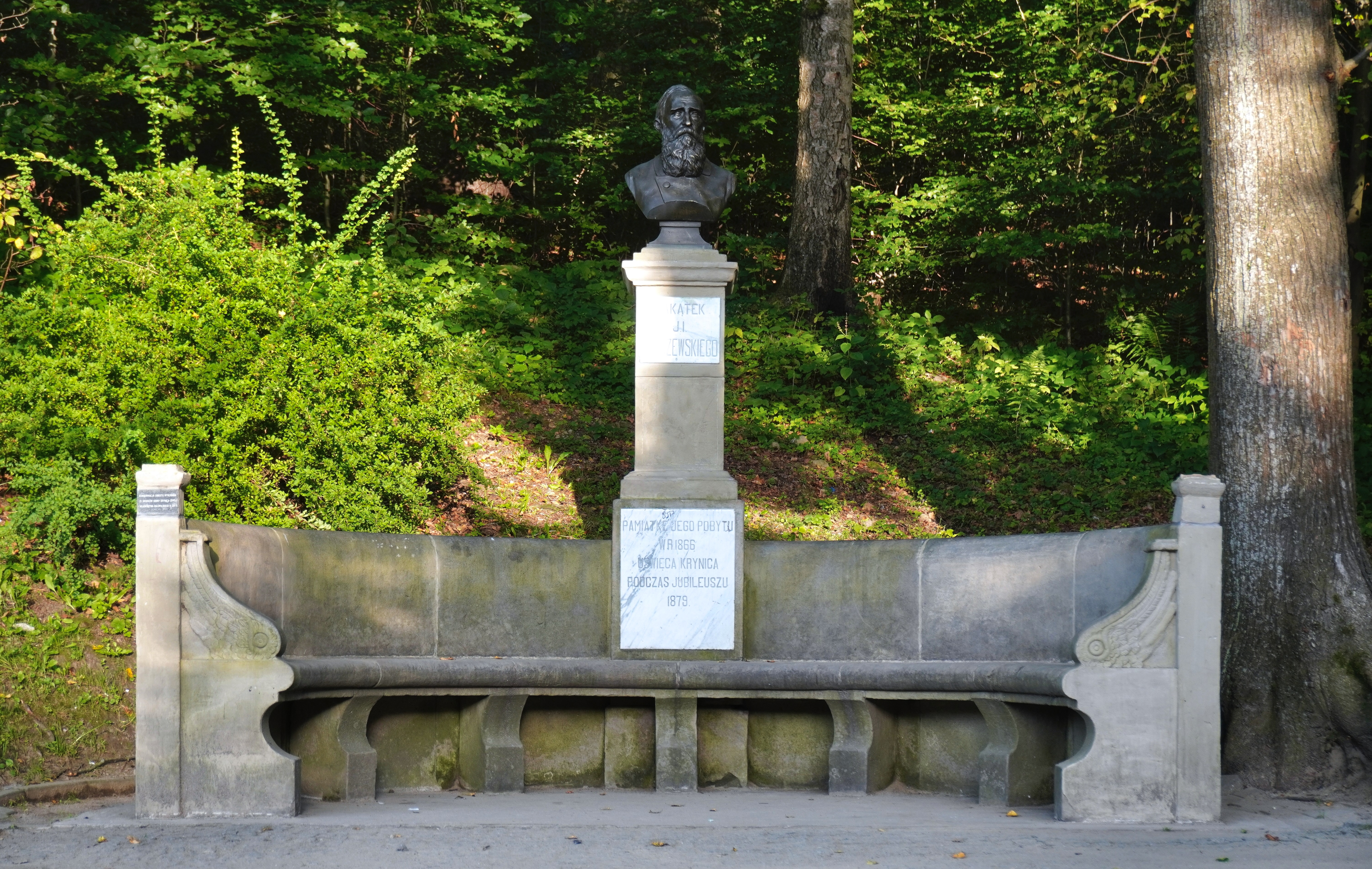
Ławka w letniej scenerii